# Jumprava (гурт)
Jumprava (Юмправа - українською Діва) — культовий латвійський рок-гурт, заснований 1984. Ідея створення належить учаснику гурту «Opus» Едмундсу Жазерскісу та екс-басисту гурту Zodiaks Айнарсу Ашманісу. Працює у стилі сінті, електро-поп, що походить від музичного стилю New Wave (латвійська a-ha). Пік популярності - кінець 1980-х.

## Історія
Перший склад гурту почав працювати 1984 у такому складі: Айнарс Ашманіс, Маріс Юр'янс, Айнарс Вільде та Антонія Бредака. Але вони так і не дозаписали дебютний альбом. Гурт розширює свій склад, не зважаючи на те, що з нього йдуть Вільде та Бредака. Їм на зміну прийшли  Германіс Камінскіс, Інґус Улманіс, Айґарс Войтішкіс, Айґарс Ґраверс. Саме в такому складі Jumprava завоювала славу і увійшла в історію латвійської рок-музики як супер-гурт.
1986 - перший трек гурту потрапив до збірки музики Естонії, Латвії та Литви, яку випустила окремим вінілом фірма «Мелодия» («Mikrofons — 86»).
До гурту приходять Айґарс Ґрауба і Айґарс Кресла. Саме вони створили ще два хіти - Talu aizgaja та Teatris, які увійшли на повноформатний вініловий альбом гурту «Jumprava 87-88». Тоді ж відбулася остання ротація в гурті - Інґус Улманіс та Айґарс Войтішкіс створили поп-проект Ladezers.
Jumprava знімається в мюзіклі Айґарса Грауба та Іґорса Лінґі Thus spoke the city (англ. "Про нас теревенять у місті"), де вперше представлена найвідоміша композиція гурту — Ziemelmeita. 
1988 - знято кліп на пісню Ziemelmeita, при чому його демонструють в Росії, в популярній телепередачі «Утренняя почта». За рік виходить альбом Pilseta (Місто), де знову знаходиться місце супер=хітам Латвії: Seit leja, Velreiz. Після цього гурт не працював 9 років, бо хтось захопився кінорежисурою, хтось саунд-треками до кінофільмів. Айґарс Граверс випустив кілька сольних альбомів.
1997 - поновлення роботи гурту. Записані альбоми Laika atsikiribu romance, Trajektoria, Inkarmo.
2010 - сингл Glab.

## Дискографія
- No tevu zemes(1985);
- Jumprava 87-88(1988);
- Pilseta (1989);
- Laika atskiribu romance(1998);
- Trajektorija(2001);
- Inkarmo(2005).

## Склад
- Айнарс Ашманіс;
- Айґарс Ґрауба;
- Айґарс Ґраверс;
- Айґарс Кресла;

## Екс-Jumprava
- Інґус Улманіс;
- Айґарс Войтішкіс;
- Маріс Юр'янс;
- Айнарс Вільде;
- Германіс Камінскіс;
- Антонія Бредака;
- Вікторс Вершіцкіс;
- Індуліс Братка;
- Яніс Бебріс;
- Андріс Булавіновс;
- Петеріс Стіканс;
- Унґарс Савіцкіс;
- Роландс Улдріс;
- Григорійс Зільберс;
- Андріс Рейніс;
- Артурс Стродс;
- Ліґіта Зейле;
- Ґунта Кондрате.

## Хіти
- Makonis;
- Velreiz;
- Ziemelmeita;
- Talu aizgaja;
- Seit leja;
- Auto